# شکارگیر سرجوشی
شکارگیر سرجوشی (نام علمی: Austrogomphus mjobergi) نام یک گونه از سرده شکارگیرها است.